# Delahaye Type 11
Der Delahaye Type 11 ist ein frühes Pkw-Modell. Hersteller war Automobiles Delahaye in Frankreich.

## Beschreibung
Die Fahrzeuge wurden zwischen 1902 und 1904 hergestellt.
Es war das erste Delahaye-Modell mit einem Vierzylindermotor. Der Ottomotor war in Frankreich mit 24 CV eingestuft. Er hat je nach Quelle 4837 cm³ Hubraum oder 100 mm Bohrung, 140 mm Hub und 4398 cm³ Hubraum. Er leistet 24–28 PS. Er ist vorn im Fahrgestell eingebaut und treibt die Hinterachse an.
Anfangs befand sich ein Rohrschlangenkühler auf Höhe der Vorderachse. Ab 1903 wurde er zusammen mit einem Kühlergrill direkt vor dem Motor platziert.
Der Radstand beträgt in der Normalversion 228 cm. Bekannt sind die Karosseriebauformen Tonneau, Doppelphaeton, Break, Limousine, Triple-Phaeton auf langem Fahrgestell, Coupé, Berline, Landaulet und Kleinbus.
Insgesamt entstanden 100 Fahrzeuge.